# بوليصة شحن
بوليصة شحن هي عقد نقل بين المصدّر و -أو الناقل والمورد لصالح العميل الذي تحمل البوليصة اسمه كمستفيد وربما العلامات الموضوعة على العبوات تشير إلى ذلك وقد تكتب اسم العميل على العبوات ويشار إلى ذلك في هذه الحالة أو إلى ماهو مكتوب على العبوات بخانة خاصة في البوليصة-. تقوم الشركة الناقلة بإصدار الوثيقة وتبين ميناء الشحن وميناء الوصول ووسيلة النقل وطبيعة البضاعة وبعض بيانات الباليتات أو الكراتين وخلافه التي يتم شحنها وليس شرطا أن تظهرأجرة الشحن وكيفية دفعها وقد تظهر أي بيانات متعلقة بالغرامات التي قد يتحملها المستفيد في حالة تأخره عن استلام المشمول باليوم ولمدد مختلفة وربما بفئات مختلفة. تعدّ البوليصة تأكيدا من قبل الشركة الناقلة باستلام البضاعة في عنابر السفينة، وهي أيضا عقد تملك للجهة المصدّرة إليها حيث تصف البوليصة البضاعة وجهة الشحن المرسلة إليها وتاريخ حدوث ذلك.